# Пиллер Коттрер, Пьетро
Пьетро Пиллер Коттрер (итал. Pietro Piller Cottrer; род. 20 декабря 1974, Пьеве-ди-Кадоре, Венеция) — итальянский лыжник, олимпийский чемпион 2006 года, чемпион мира 2005 года, двукратный серебряный призёр зимних Олимпийских игр (2002, 2010), бронзовый призёр Олимпийских игр 2006 и чемпионатов мира 1997 и 2007.

## Карьера
Пиллер Коттрер участвует в профессиональных соревнованиях с 1994 года. Первый успех в профессиональном спорте к нему пришёл в 1997 году, когда он выиграл гонку на 50 км в Холменколлене. В том же году он выиграл бронзовую медаль в эстафете в составе сборной Италии на чемпионате мира в Тронхейме. В 1998 году в последний день Олимпиады в Нагано в гонке на 50 км Пиллер Коттрер долгое время шёл со временем, не уступающим лидерам, но затем отстал от будущего чемпиона Бьёрна Дели и, хоть и закончил гонку, занял 16-е место.
Итальянская сборная с Пиллером Коттрером в составе подтвердила звание одной из сильнейших в мире, завоевав серебро на Олимпиаде-2002 и золото на домашней Олимпиаде в Турине-2006. Кроме того, на туринской олимпиаде он стал бронзовым медалистом в гонке с общего старта 15+15 км.
Помимо олимпийского золота, Пиллер Коттрер один раз выигрывал звание чемпиона мира (в 2005 году в Оберстдорфе в гонке на 15 км свободным стилем) и 7 раз побеждал на этапах кубка мира.
На Олимпиаде-2010 в Ванкувере он завоевал серебряную медаль в гонке на 15 км свободным стилем.
Принял участие в соревнованиях по лыжным гонкам в рамках зимних Всемирных военно-спортивных игр 2010 года, где выиграл «серебро» в командном зачёте гонки на 15 км вольным стилем.
В Кубке мира завершил карьеру в 2012 году.